# Christoph Bals

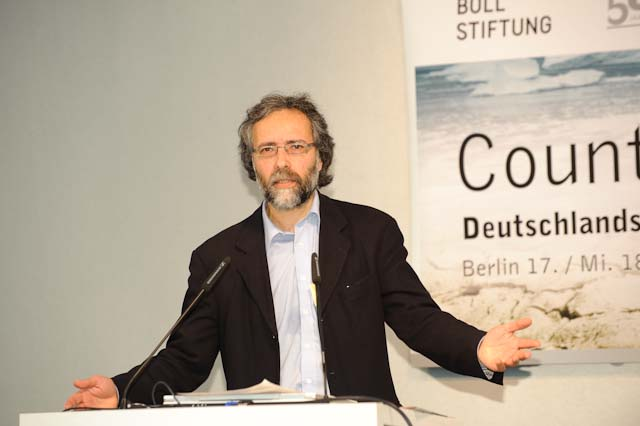
Christoph Bals, 2009

Christoph Bals (* 1960) ist politischer Geschäftsführer der deutschen Umweltorganisation Germanwatch. Er nimmt regelmäßig Stellung zu klima- und entwicklungspolitischen Themen.
Christoph Bals studierte Theologie (Diplom), Volkswirtschaft und Philosophie an der LMU München, in Belfast, Erfurt und Bamberg. Ende der 1980er-Jahre setzte er sich für die erste Schule in Nordirland ein, in der katholische und protestantische Schüler lernen konnten. Bals arbeitete in einem Münchener Journalistenbüro gemeinsam mit zwei Kollegen u. a. zu Umwelt- und Klimaschutzthemen. Er trat im Gründungsjahr 1991 bei Germanwatch ein. 2005 wurde er dort politischer Geschäftsführer.
Bals ist Mitglied in einer Reihe von Steuerungs- und Beratungsgremien. Dazu zählen der Sprecherrat der Klima-Allianz Deutschland, das Kuratorium der Stiftung Zukunftsfähigkeit, der Vorstand der Munich Climate Insurance Initiative (MCII) und der Integritätsbeirat von atmosfair. Er ist auch Gründungsmitglied der Renewables Grid Initiative und war dort bis 2018 im Vorstand.
Bals war außerdem Mitglied im ersten Sustainable Finance-Beirat der Bundesregierung.
Laut Table Media ist er einer der 100 entscheidenden Köpfe der deutschsprachigen EU-Szene.